# Schoolbus

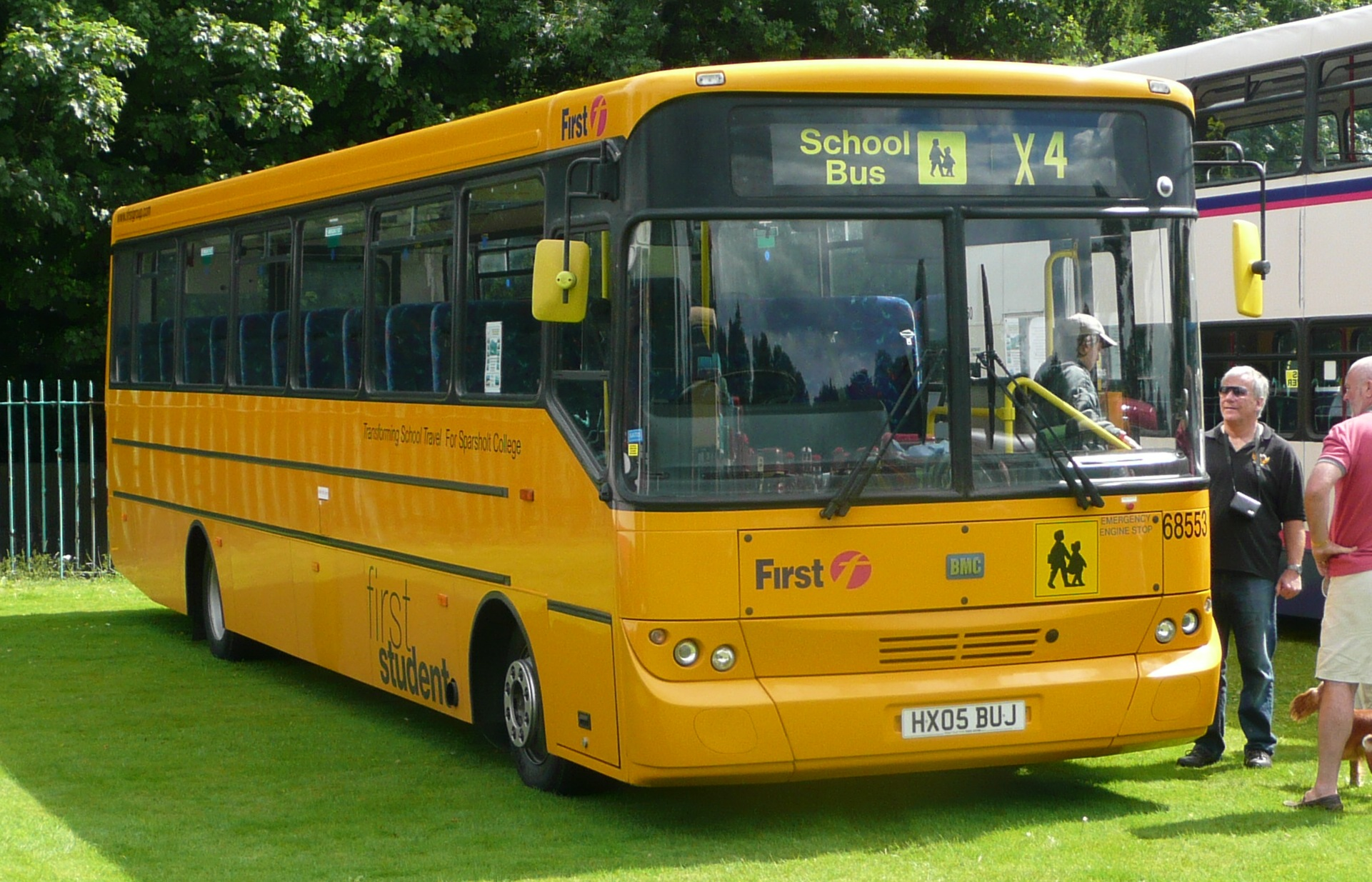
Engelse schoolbus

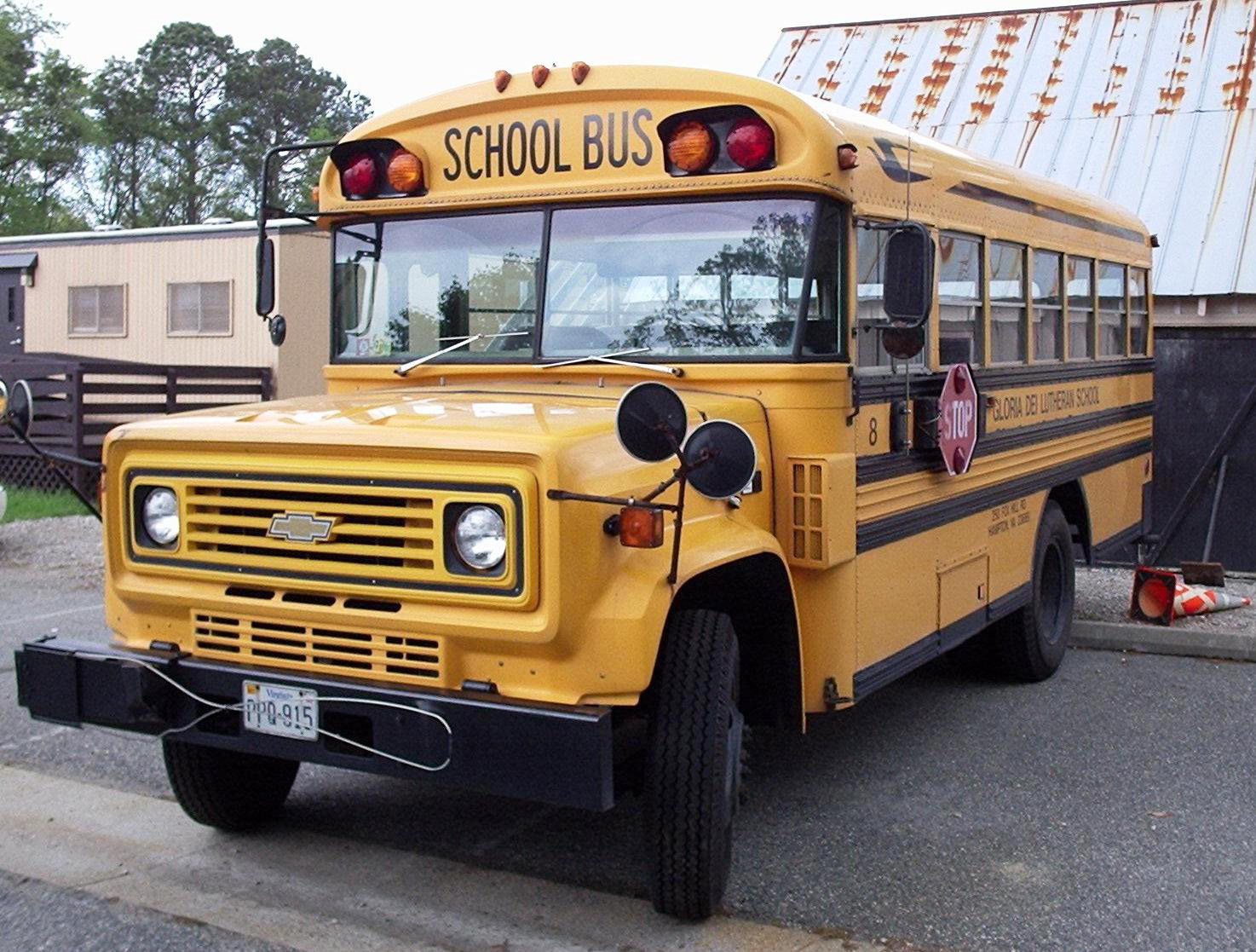
Amerikaanse schoolbus

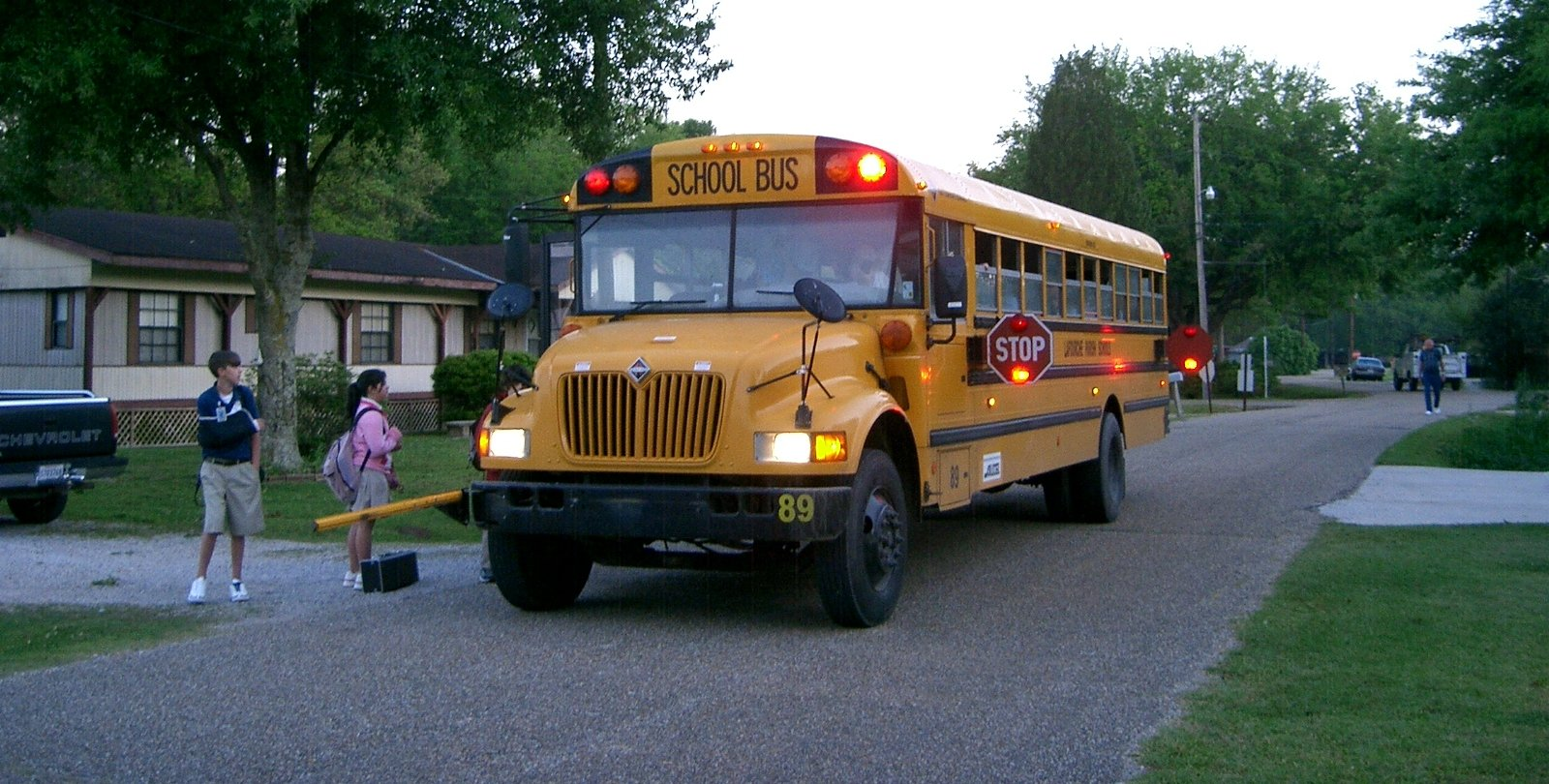
Bus met crossing arm

De schoolbus is een vorm van besloten busvervoer, waarmee leerlingen worden vervoerd naar en van school.
Schoolbussen komen vooral voor in dunbevolkte gebieden, waar de afstand naar de school groot kan zijn, en in landen waar fietsen niet gebruikelijk is. Een bus rijdt in het algemeen volgens een vast traject met een aantal vaste haltes. In de ochtend heen en aan het eind van de middag terug. Om gebruik te maken van de schoolbus, is meestal een speciaal abonnement noodzakelijk.
De oorspronkelijk chromaatgele Amerikaanse School Bus is doorgaans uitgerust met speciale veiligheidsapparatuur en verkeerssignalen. De Amerikaanse verkeerswetgeving schrijft voor dat al het andere verkeer tot stilstand moet komen als een schoolbus met rode knipperlichten en door het uitklappen van een stopbord aangeeft te stoppen om schoolkinderen in of uit te laten stappen.
Een andere veiligheidsmaatregel is de crossing arm - een staaf die naar voren wordt uitgestoken als de bus stilstaat. Hierdoor moeten overstekende kinderen op enige afstand van de bus blijven zodat de chauffeur ze kan zien.
In Europa worden meestal bussen ingezet van een touringcar- of reguliere lijndienstmaatschappij. Vaak wordt een klein aantal kinderen met een taxibusje vervoerd - vaak kinderen waarvoor de school ver weg is doordat ze speciaal onderwijs nodig hebben. Deze vervoermiddelen zijn niet als schoolbus herkenbaar.
In Europa worden oude Amerikaanse schoolbussen gebruikt voor bijzonder vervoer zoals bruiloften, promotiedoeleinden en evenementenvervoer.

## Trivia
- De kleur van de Noord-Amerikaanse schoolbussen staat, vooral in de VS en Canada, bekend als school bus yellow. De kleur werd vastgesteld in 1939, samen met een reeks afspraken over afmetingen en andere eigenschappen van schoolbussen.

| school bus yellow                     | school bus yellow | school bus yellow   |
| ------------------------------------- | ----------------- | ------------------- |
| Schoolbus                             |                   |                     |
| — Kleurcoördinaten —                  |                   |                     |
| Hex                                   | #FFD800           | #FFD800             |
| RGB*                                  | (r, g, b)         | (255, 216, 0)       |
| CMYK                                  | (c, m, y, k)      | (0%, 15%, 100%, 0%) |
| HSV                                   | (t, v, i)         | (50°, 100%, 100%)   |
| *: genormaliseerd naar [0–255] (byte) |                   |                     |